# Котака
Котака ( яп. 小鷹, «маленький яструб» ) — японський міноносець I-го рангу (торпедний канонерський човен), один з попередників нового класу кораблів — есмінців. Будувався за японським технічним завданням в Англії фірмою Ярроу в 1885—1886 рр. Потім перевезений у розібраному вигляді до Японії та зібраний у 1886—1888 рр. в Йокосука.
Корабель був побудований відповідно до нової концепції броньованого міноносця. Палуба та борти «Котака» в районі механізмів захищалися 1-дюймовою (25,4 мм) бронею. Носовий край мав таранну форму і був відповідним чином укріплений, проте при хвилюванні на морі сильно заривався у воду. Передбачалося, що «Котака» стане головним у серії броньованих міноносців, проте від будівництва інших відмовилися як з фінансових міркувань, так і через визнання невдалої самої концепції, тому він залишився в однині.

## ТТХ
Вперше на ньому була використана двогвинтова енергетична установка, яка складалася з парових машин "компаунд" та циліндричних котлів, встановлених упоперек корпусу. Проектні потужність (1600 к.с.) та швидкість (19,5 уз) досягнуті не були. Запас палива становив 30 т вугілля.
Чотири 37-мм чотириствольні гармати розташовувалися в носі, на кормі та побортно в середній частині. Надзвичайно потужним було торпедне озброєння, що включало два носових нерухомих і два спарені поворотні апарати.

## Бойовий шлях
Корабель брав участь у японо-китайській війні 1894—1895 рр. При нападі на Вей-Хай-Вей у ніч проти 5 лютого 1895 р. «Котака» очолив повторну атаку (перша атака міноносців 4 лютого виявилася невдалою). Його торпеди вразили китайський крейсер «Лай Юань», який швидко затонув.
До початку Російсько-японської війни міноносець не значився у першій лінії. У 1908 році був виведений із бойового складу. Після вилучення корабель до квітня 1916-го перебував у резерві. Потім його механізми пройшли модернізацію, і з лютого 1917 року по жовтень 1926 року він служив у ролі допоміжного судна під назвою «Котака Мару». 27 січня 1927 року, після сорокарічної служби, колишній міноносець передали на розбирання.